# 小松原 (座間市)
小松原（こまつばら）は、神奈川県座間市の町丁。現行行政地名は小松原一丁目から小松原二丁目。住居表示実施済み区域。

## 地理
座間市の東部に位置し、南にひばりが丘、南西に栗原、西に広野台、北に相模が丘、東に大和市中央林間西と大和市南林間と接している。

## 歴史
この土地は、古くは座間野・芝原（しばあら）と呼ばれた、座間入谷村と四ツ谷村の入会地であり、旧地籍は大字座間入谷飛地・大字四ツ谷飛地であった。1875年正式に座間入谷の小字として地籍名になっていたこの小松原に、1899年座間入谷皆原の野口高吉と芥川松太郎が、本村から星の谷道を片道5キロの道のりを毎日歩いて通い、開墾したのが始まりである。両氏が本村から移住したのは1905年で、両氏の名前を取って「高松新開」、あるいは本村である座間入谷皆原の人たちが1912年に移住しはじめたので「皆原新開」と言っていた。移住してもまだ電灯もなく、井戸を掘削するのに大変難儀し、本村である座間入谷皆原の野口・芥川両家親戚縁者一同総出延べ53人で約25メートルの赤土（関東ローム層）を掘り抜き、やっと地下水をくみ上げることができたと伝えられている。その後各地から移住者が増え、地籍の名から小松原新開と呼ばれるようになった。
戦前・戦中・戦後にかけて、幸い小松原は広野台・相模が丘と共に軍用地の買収を免れて畑の耕作は従来通り続けられた。
耕地では主に陸稲、麦、甘藷、桑を栽培した。1955年には町営水道が給水開始、1957年座間町の企業誘致により工場が進出し、並行して宅地化が進んだ。

### 年表
- 1875年（明治8年） - 地租改正により、当該地域の地籍は座間入谷小字小松原、四ツ谷小字二ツ塚となる[13][14]。
- 1899年（明治32年） - 座間入谷皆原在住、野口高吉と芥川松太郎の2名により座間入谷飛地小松原の開拓が始まる[15]。
- 1905年（明治38年） - 野口高吉と芥川松太郎が、座間入谷皆原から小松原に移住[16]。
- 1974年（昭和49年）11月1日 - 当該地域の大字小字を統合し、小松原1丁目・2丁目を新設[注釈 6][注釈 7][注釈 8]。（住所の表記は従来からの地番を使用（例・小松原1丁目xxxx番地の1）
- 1997年（平成9年）10月20日 - 住居表示を実施[5][注釈 9][注釈 10]。

### 大字小字・飛地の整理に関して追記
日産自動車座間事業所内第二・第三地区は、行政地名として「座間入谷」と「栗原」の大字が実存している。日産自動車座間事業所は事業所登録所在地を「座間市広野台二丁目10番1号」としているが、すでにその住居表示の土地は、イオンモール座間・物流センターほかに売却されている。日産神奈川販売株式会社カレスト座間店の所在地は座間市広野台二丁目10番3号となっている。

## 世帯数と人口
2023年（令和5年）8月1日現在（座間市発表）の世帯数と人口は以下の通りである。
| 丁目         | 世帯数    | 人口    |
| ------------ | --------- | ------- |
| 小松原一丁目 | 801世帯   | 1,577人 |
| 小松原二丁目 | 1,511世帯 | 3,257人 |
| 計           | 2,312世帯 | 4,834人 |

### 人口の変遷
国勢調査による人口の推移。
| 年                 | 人口  |
| ------------------ | ----- |
| 1995年（平成7年）  | 4,374 |
| 2000年（平成12年） | 4,625 |
| 2005年（平成17年） | 4,882 |
| 2010年（平成22年） | 4,813 |
| 2015年（平成27年） | 4,888 |
| 2020年（令和2年）  | 4,918 |

### 世帯数の変遷
国勢調査による世帯数の推移。
| 年                 | 世帯数 |
| ------------------ | ------ |
| 1995年（平成7年）  | 1,457  |
| 2000年（平成12年） | 1,617  |
| 2005年（平成17年） | 1,773  |
| 2010年（平成22年） | 1,894  |
| 2015年（平成27年） | 2,012  |
| 2020年（令和2年）  | 2,112  |

## 学区
市立小・中学校に通う場合、学区は以下の通りとなる（2022年12月時点）。
| 丁目         | 番・番地等 | 小学校               | 中学校             |
| ------------ | ---------- | -------------------- | ------------------ |
| 小松原一丁目 | 全域       | 座間市立相模野小学校 | 座間市立相模中学校 |
| 小松原二丁目 | 全域       | 座間市立旭小学校     | 座間市立東中学校   |

## 事業所
2021年（令和3年）現在の経済センサス調査による事業所数と従業員数は以下の通りである。
| 丁目         | 事業所数  | 従業員数 |
| ------------ | --------- | -------- |
| 小松原一丁目 | 139事業所 | 2,436人  |
| 小松原二丁目 | 83事業所  | 1,403人  |
| 計           | 222事業所 | 3,839人  |

### 事業者数の変遷
経済センサスによる事業所数の推移。
| 年                 | 事業者数 |
| ------------------ | -------- |
| 2016年（平成28年） | 217      |
| 2021年（令和3年）  | 222      |

### 従業員数の変遷
経済センサスによる従業員数の推移。
| 年                 | 従業員数 |
| ------------------ | -------- |
| 2016年（平成28年） | 3,814    |
| 2021年（令和3年）  | 3,839    |

## 交通
- 神奈川県道50号座間大和線

## その他

### 日本郵便
- 郵便番号 : 252-0002[3]（集配局 : 座間郵便局[28]）。